# Republica Noua Africă

Steagul

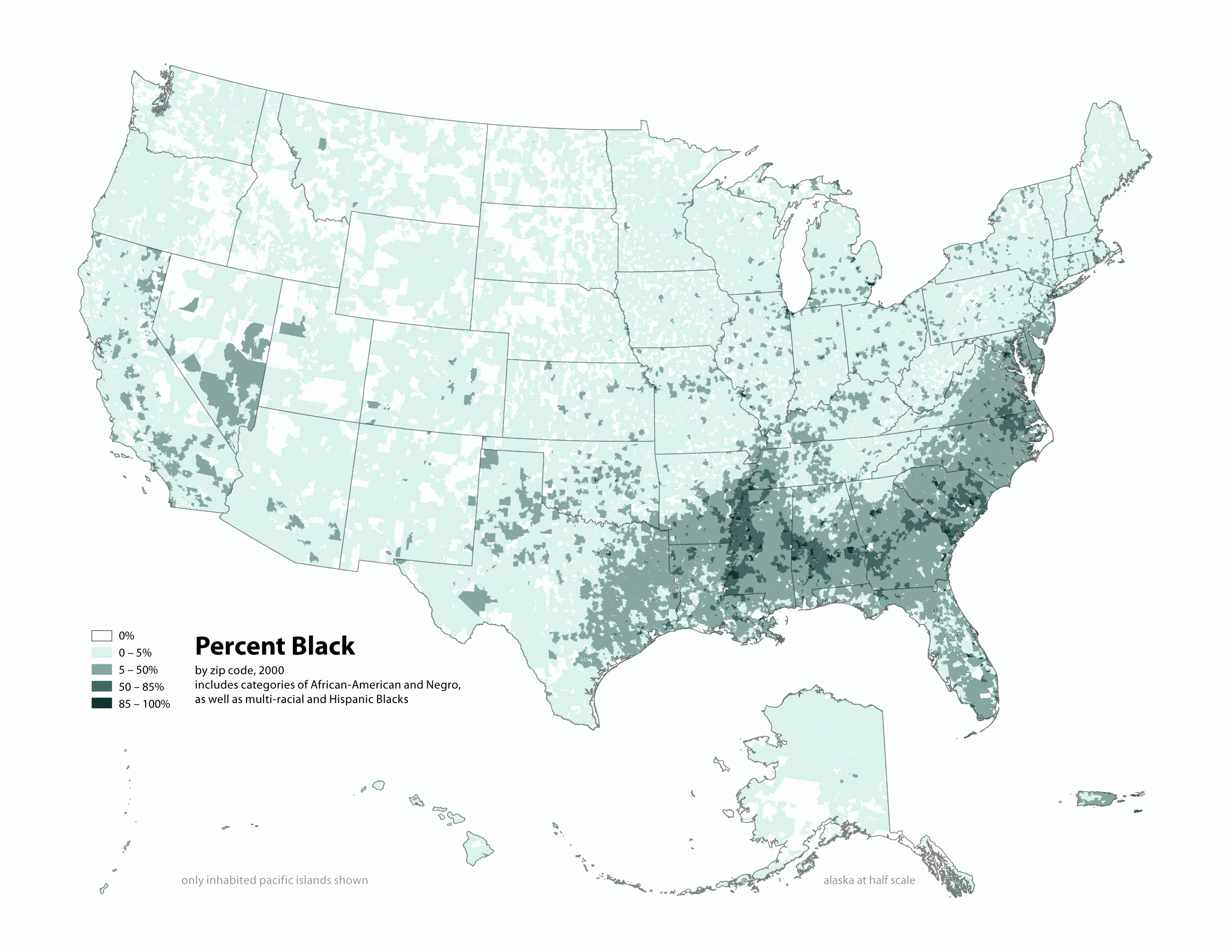
Distribuţia populației de culoare din Statele Unite, pe baza căreia s-ar putea delimita granitele ipoteticului stat Republica New Afrika

Republica Noua Africă (abreviat RNA) (în engleză Republic of New Afrika), a fost o mișcare socială care a propus trei obiective. În primul rând, crearea unui stat independent cu o majoritate afroamericană situat în sud-estul Statelor Unite. O cerere similară este făcută de toate comitatele și orașele de pe întreg teritoriul Statelor Unite unde populația de culoare este majoritară. În al doilea rând, se cere o sumă de mai multe miliarde de dolari ca reparații de la guvernul SUA pentru daunele provocate africanilor și descendenților acestora, datorită sclaviei, segregației Jim Crow și datorită formele persistente moderne de rasism. În al treilea rând se cere efectuarea unui referendum pentru toți afro-americanii, în scopul de a decide ce ar trebui făcut cu privire la cetățenia lor. În ceea ce privește a treia cerere, s-a afirmat că afro-americanii nu s-au pronunțat încă în această privință după emancipare. Viziunea pentru crearea acestei țări a fost prima oară promulgată pe 31 martie 1968 la Black Government Conference, conferință care a avut loc în Detroit, Michigan. Susținătorii acestei idei au revendicat cinci state din sudul SUA: (Louisiana, Mississippi, Alabama, Georgia și Carolina de Sud) și comitatele învecinate unde populația de culoare este majoritară (din Arkansas, Texas, Carolina de Nord, Tennessee și Florida).

### Arhive
- RNA documents in the Freedom Now! archival project at Brown University - Tougaloo College archives.
- The Republic of New Africa vs. the United States, 1967-1974 documents on police surveillance and repression of the RNA as well as protest by the organization at the The Radical Information Project.

### Articole și rapoarte
- Firing Line: The Republic of New Africa Arhivat în 20 ianuarie 2008, la Wayback Machine. William F. Buckley interviews Milton Henry. President of the Republic of New Africa. Program number 126. Taped on Nov 18, 1968 (New York City, NY). 50 minutes. Available from the Hoover Institution. The first 5 minutes are accessible in streaming Real Audio Arhivat în 28 iunie 2007, la Wayback Machine..
- Understanding Covert Repressive Action: The Case of the US Government Against the Republic of New Africa by Christian Davenport, Professor of Peace Studies and Political Science at the Kroc Institute, University of Notre Dame.
- The Real Republic of New Africa Arhivat în 27 septembrie 2007, la Wayback Machine. By Dennis Smith, News Director. 3 februarie 2005. Accessed 1 aprilie 2005